# Девушка из воды
«Девушка из воды» (англ. Lady in the Water) — фэнтези-триллер, снятый М. Найтом Шьямаланом в 2006 году.

## Сюжет
Однажды вечером Кливленд Хип (Пол Джаматти), смотритель жилого дома со съёмными квартирами, обнаруживает Стори (Брайс Даллас Ховард), существо из другого мира, похожее на нимфу.
Стори должна найти писателя, чья книга поможет человечеству в будущем. Поговорив с жильцами дома, Хип находит автора. Это — Вик Ран (М. Найт Шьямалан), который пишет «кулинарную книгу», содержащую особенные идеи и мысли, которые впоследствии вдохновят президента страны изменить мир к лучшему. Познакомившись с Стори, Ран избавляется от своих страхов и вкладывает в свою книгу больше смелости и энтузиазма, но вскоре он узнаёт о том, что будет убит из-за своих революционных идей.
Судьба самой Стори также нелегка — ей предстоит стать королевой водяных нимф и найти помощников для того, чтобы вернуться в свой мир.

## Производство
Изначально планировалось, что фильм будет снят для студии Диснея, как и предыдущие четыре фильма Шьямалана, но студия объявила отказ. Шьямалан представил проект студии Warner Bros. События в основе фильма взяты из книги Человек, слышавший голоса (The Man Who Heard Voices) Майкла Бамбергера.

## В ролях
| Актёр               | Роль                    |
| ------------------- | ----------------------- |
| Пол Джаматти        | Кливленд Хип / Целитель |
| Брайс Даллас Ховард | Стори                   |
| М. Найт Шьямалан    | Вик Ран                 |
| Сарита Чудхури      | Анна Ран                |
| Синди Чонг          | Чхве Ён Сун             |
| Боб Балабан         | Гарри Фарбер            |
| Джеффри Райт        | Мистер Дьюри            |
| Ноа Грей Кеби       | Джоуи Дьюри             |
| Фредди Родригес     | Регги                   |
| Билл Ирвин          | Мистер Лидз             |

## Музыка и саундтрек
Джеймс Ньютон Ховард написал музыку к фильму в начале 2006 года. Оркестровая запись была произведена в течение 4 дней в мае 2006.
Последние 4 трека — композиции певицы и композитора Аманды Гоуст, групп A Whisper in the Noise и Silvertide — не вошли в фильм. Все 4 песни написаны Бобом Диланом. За работу над музыкой к фильму Ховард был награждён премией IFMCA Award за лучший саундтрек 2006 года, а также премии за Лучший Саундтрек к фильму в стиле фэнтези/фантастики/фильму ужасов и лучший сингл («The Great Eatlon)».
Список композиций:
1. «Prologue»
2. «The Party»
3. «Charades»
4. «Ripples In The Pool»
5. «The Blue World»
6. «Giving The Kii»
7. «Walkie Talkie»
8. «Cereal Boxes»
9. «Officer Jimbo»
10. «The Healing»
11. «The Great Eatlon»
12. «End Titles»
13. «The Times They Are A-Changin'» — A Whisper In The Noise
14. «Every Grain Of Sand» — Amanda Ghost
15. «It Ain’t Me Babe» — Silvertide
16. «Maggie’s Farm» — Silvertide

## Критика
«Девушка из воды» была плохо воспринята критиками и получила рейтинг одобрения 25 % на портале Rotten Tomatoes. Марк Кермод заявил, что Шьямалан будто «сам облил себя бензином и зажёг огонь».

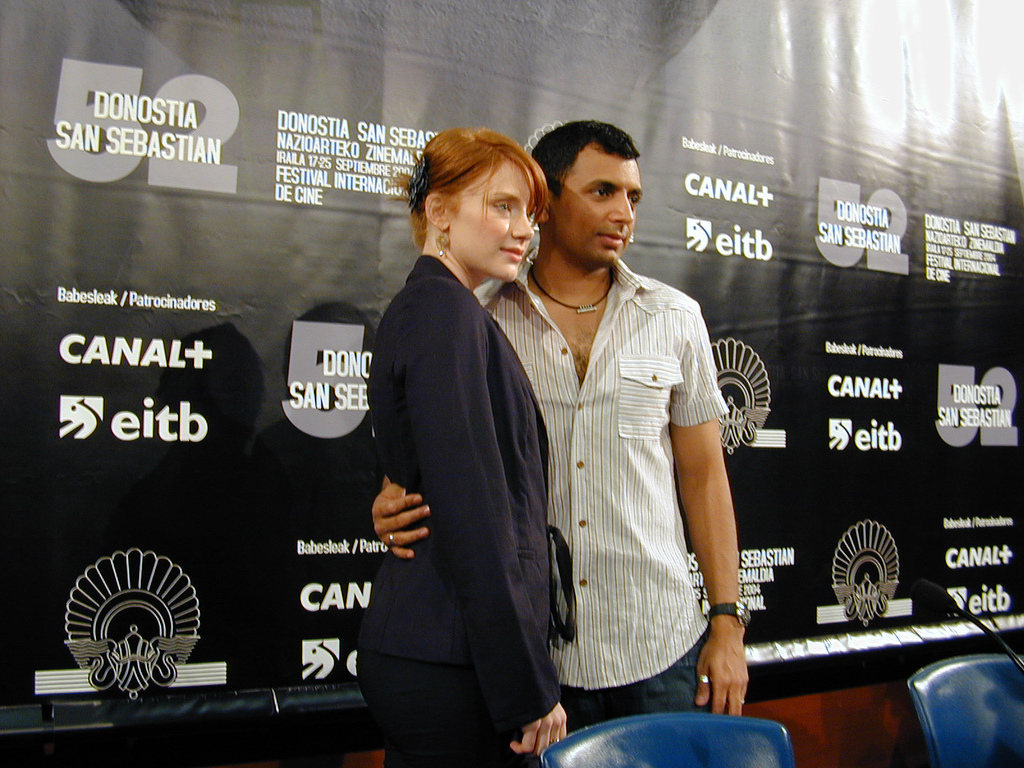
М. Найт Шьямалан с актрисой Брайс Даллас Ховард на Сан-Себастьянском кинофестивале в 2006 году

Журнал Variety охарактеризовал фильм как неправдоподобный, а также критически отнесся к роли, исполненной Шьямаланом. Критик The New York Times также неблагоприятно отозвался о фильме.
Майкл Медвид дал «Девушке из воды» 1,5 балла (из 4) назвав фильм «… полнейшим кинематографическим провалом».
Критик портала Film Threat Пит Вондер Хаар заявил, что «если Шьямалан и дальше будет использовать своих детей в качестве фокус-группы, то ему стоит перейти на съёмку фильмов для канала Nickelodeon и не тратить наше время». Этот иронический комментарий намекал на новый проект Шьямалана — киноэкранизацию мультсериала «Аватар: Последний маг воздуха», принадлежащего Nickelodeon.
Том Черити из CNN назвал «Девушку из воды» худшим фильмом 2006 года. Variety включил фильм в список десяти «величайших (финансовых) провалов» 2006 года.
Не все отзывы критиков были негативными: Харрисон Скотт Кей из журнала World писал, что «Сюжет превращается в загадку… и это становится увлекательным».
Фильм получил четыре номинации на премию «Золотая малина», включая худший фильм и худший сценарий; в результате сам Шьямалан выиграл две номинации — худший режиссёр и худший актёр второго плана.

### Кассовые сборы
В первую неделю проката (21-23 июля 2006) фильм собрал около 18,2 миллионов долларов, заняв 3 место по кассовым сборам в США. Это был самый низкий результат из пяти фильмов Шьямалана. Из-за низкой оценки критиков во вторую неделю проката фильм собрал всего 7,1 миллионов, общий сбор составил 32,2 миллионов долларов. За третью неделю фильм собрал всего 2,7 миллионов. 14 сентября 2006 года кассовые сборы составили 42,285 миллионов долларов. В других странах фильм заработал всего 30,5 миллионов долларов. Всего на съёмки фильма было потрачено 75 миллионов долларов, бюджет на рекламу составил $70 миллионов.

## Выпуск на DVD
Фильм был одновременно выпущен на DVD, HD DVD, и Blu-ray компанией Warner Home Video 19 декабря 2006 года.
Бонусы, вошедшие в DVD:
- Lady in the Water: A Bedtime Story
- Reflections of Lady in the Water, документальный фильм
- Дополнительные сцены из фильма
- Видео с кастинга
- Трейлер
- DVD-ROM PC Weblink

## Книги

### Детская книга
Шьямалан создал сценарий фильма на основе сказки о том, что происходит в бассейне у дома по ночам, которую он рассказывал своим детям. Параллельно с фильмом была издана детская книга из 72 страниц «Девушка из воды: сказка на ночь».

### «Человек, слышавший голоса»
«Человек, слышавший голоса»; автор — Майкл Бамбергер, была издана 20 июля 2006.